# Hydraziniumnitroformat
Hydraziniumnitroformat (HNF) ist ein Salz von Hydrazin und Trinitromethan (Nitroform). Es wird üblicherweise als 33-prozentige Lösung in Wasser transportiert.

## Gewinnung und Darstellung
Hydraziniumnitroformat kann durch Reaktion von Hydrazin mit Trinitromethan gewonnen werden.
{\displaystyle {\ce {N2H4 + HC(NO2)3 -> N2H5.C(NO2)3}}}

## Eigenschaften und Verwendung
HNF ist ein starkes Oxidationsmittel und ist neben Ammoniumdinitramid (ADN) Gegenstand der Forschung als umweltfreundlicher und signaturarmer Ersatz für Ammoniumperchlorat (AP) in Verbundtreibstoffen für Raketenmotoren. Im Gegensatz zu AP ist HNF frei von Halogenen (wie Chlor) und führt zu einem deutlich höheren spezifischen Impuls. Der Nachteil ist jedoch die stark eingeschränkte thermische Stabilität, was die Verwendung in Raketentreibstoffen verkompliziert. Insbesondere die ESA forscht an Mono- und Verbundtreibstoffen auf Basis von HNF.